# The Lost Files of Sherlock Holmes
The Lost Files of Sherlock Holmes, anche noto con il sottotitolo The Case of the Serrated Scalpel, è un videogioco d'avventura sviluppato da Mythos Software e pubblicato da Electronic Arts nel 1994. Il videogioco è incentrato sul personaggio di Sherlock Holmes creato da Arthur Conan Doyle ed è ambientato nella Londra dell'epoca vittoriana.
Il gioco ruota attorno alle vicende di Jack lo squartatore e presenta attori digitalizzati. La colonna sonora è affidata a Rob Hubbard.
Fu seguito da The Lost Files of Sherlock Holmes: Case of the Rose Tattoo.